# Мужская сборная Финляндии по хоккею на траве
Мужская сборная Финляндии по хоккею на траве — мужская сборная по хоккею на траве, представляющая Финляндию на международной арене. Управляющим органом сборной выступает Ассоциация хоккея на траве Финляндии (швед. Finlands herrlandslag i landhockey, англ. Finnish Field Hockey Association).

## Результаты выступлений

### Летние Олимпийские игры
- 1952 — 12-е место[1]

### Чемпионат Европы
- 1970 — 16-е место
- 1974 — 18-е место
- 1978—2015 — не участвовали

### EuroHockey Nations Challenge
- 2005 Challenge II — 7-е место
- 2007 Challenge IV — 7-е место

### Чемпионат Европы (индорхоккей)
- 2006 Indoor Challenge I —
- 2008 Indoor Challenge I — 5-е место
- 2010 Indoor Challenge II —